# 王化云
王化云（1908年1月7日—1992年2月18日），清末直隶省（今河北省）馆陶县人。中华人民共和国水力学家、中华人民共和国水利部副部长。

## 生平

### 民国时期
1935年，毕业于国立北京大学法律系。1937年参加革命，1938年，加入中国共产党。抗日战争时期，先后任山东聊城政训处总务干事，河北邱县、山东冠县县长，鲁西行署民政处长，冀鲁豫行署党组成员、司法处长和民政处长等职。第二次国共内战时期，曾任冀鲁豫行署党组成员。1946年5月，担任冀鲁豫区黄河水利委员会主任、党组书记，黄河河防司令部司令员等。

### 共和国时期
1949年6月至1982年5月，任水利部黄河水利委员会主任。1955年12月至1958年8月，任黄河三门峡工程局副局长，1956年8月后又兼任工程局党委第三书记期间，他参加了三门峡水利枢纽工程的建设领导工作。1958年3月作为中国访苏代表团副团长，同刘子厚团长一道赴苏联列宁格勒水电设计分院，协商解决有关三门峡工程的技术设计事宜和加速工程施工的方案问题。
1966年，文化大革命期间受到冲击。1970年，担任黄委会副主任，其主张上拦下排，整体调水调沙，在上游干流修建大型水库，在黄土高原上开展水土保持，治理沙区；在下游巩固提防、整理河道、修建防洪工程。他还主张修建小浪底水利枢纽工程，实现防洪目的。1978年，再度出任黄河水利委员会主任。1979年至1982年，任水利部副部长。王化云毕生致力于治理黄河工作。1982年，任河南省第四届政协副主席。1983年任河南省第五届政协主席。
1992年2月18日，王化云在北京病逝。

## 参看
- 黄河
- 黄河水利委员会
- 中华人民共和国水利部